# Babelomurex atlantidis
Babelomurex atlantidis is een slakkensoort uit de familie van de Muricidae. De wetenschappelijke naam van de soort is voor het eerst geldig gepubliceerd in 2006 door Oliverio & Gofas.